# Спурій Тарпей Монтан Капітолін
Спурій Тарпей Монтан Капітолін (лат. Spurius Tarpeius Montanus Capitolinus, ? — після 448 до н. е.) — політичний та військовий діяч Римської республіки, консул 454 року до н. е.

## Життєпис
Походив з патриціанського роду Тарпеїв. 
У 454 році до н. е. його обрано консулом разом з Авлом Атернієм Варом Фонціналом. Під час своєї каденції провів закон (Lex Aternia Tarpeia) щодо призначення грошових штрафів. Також успішно воював проти еквів. Втім попав під суд внаслідок того, що отриману здобич передав до скарбниці, а не розподілив поміж легіонерів.
У 449 році до н. е. був у складі делегації, що вела перемовини з плебеями, які перебралися на Авентинський пагорб у зв'язку із загибеллю плебейки Вергінії.
У 448 році до н. е. його обрано народним трибуном разом з Авлом Атернієм Варом Фонціналом, незважаючи на своє патриціанське походження. Це було зроблено під тиском сенату, що сподівався протидіяти політиці народного трибуна Луція Требонія, спрямованої на встановлення рівних прав між плебеями та патриціями. Подальша доля Спурія Тарпея невідома.